# Ouanne (Yonne)
Ouanne ist eine französische Gemeinde mit 584 Einwohnern (Stand: 1. Januar 2022) im Département Yonne in der Region Bourgogne-Franche-Comté (bis 2015: Burgund). Die Gemeinde gehört zum Arrondissement Auxerre und zum Kanton Vincelles (bis 2015 Kanton Courson-les-Carrières). Die Bewohner nennen sich Ouannais.

## Geografie
Ouanne liegt im Süden der Landschaft Puisaye, etwa 18 Kilometer südsüdwestlich von Auxerre. Hier entspringt der gleichnamige Fluss Ouanne. Umgeben wird Ouanne von den Nachbargemeinden Diges im Norden, Coulangeron im Nordosten, Merry-Sec im Osten, Les Hauts de Forterre im Süden, Sementron im Südwesten, Levis im Westen sowie Leugny im Nordwesten.

## Bevölkerungsentwicklung
| Jahr                      | 1962 | 1968 | 1975 | 1982 | 1990 | 1999 | 2006 | 2013 |
| Einwohner                 | 664  | 640  | 799  | 589  | 627  | 661  | 694  | 635  |
| Quelle: Cassini und INSEE |      |      |      |      |      |      |      |      |

## Sehenswürdigkeiten
- Kirche Notre-Dame aus dem 15./16. Jahrhundert, Monument historique
- alte Kapelle von Duenne
- Schloss Les Minières aus dem 16. Jahrhundert
- Schloss Etrisy aus dem 16. Jahrhundert

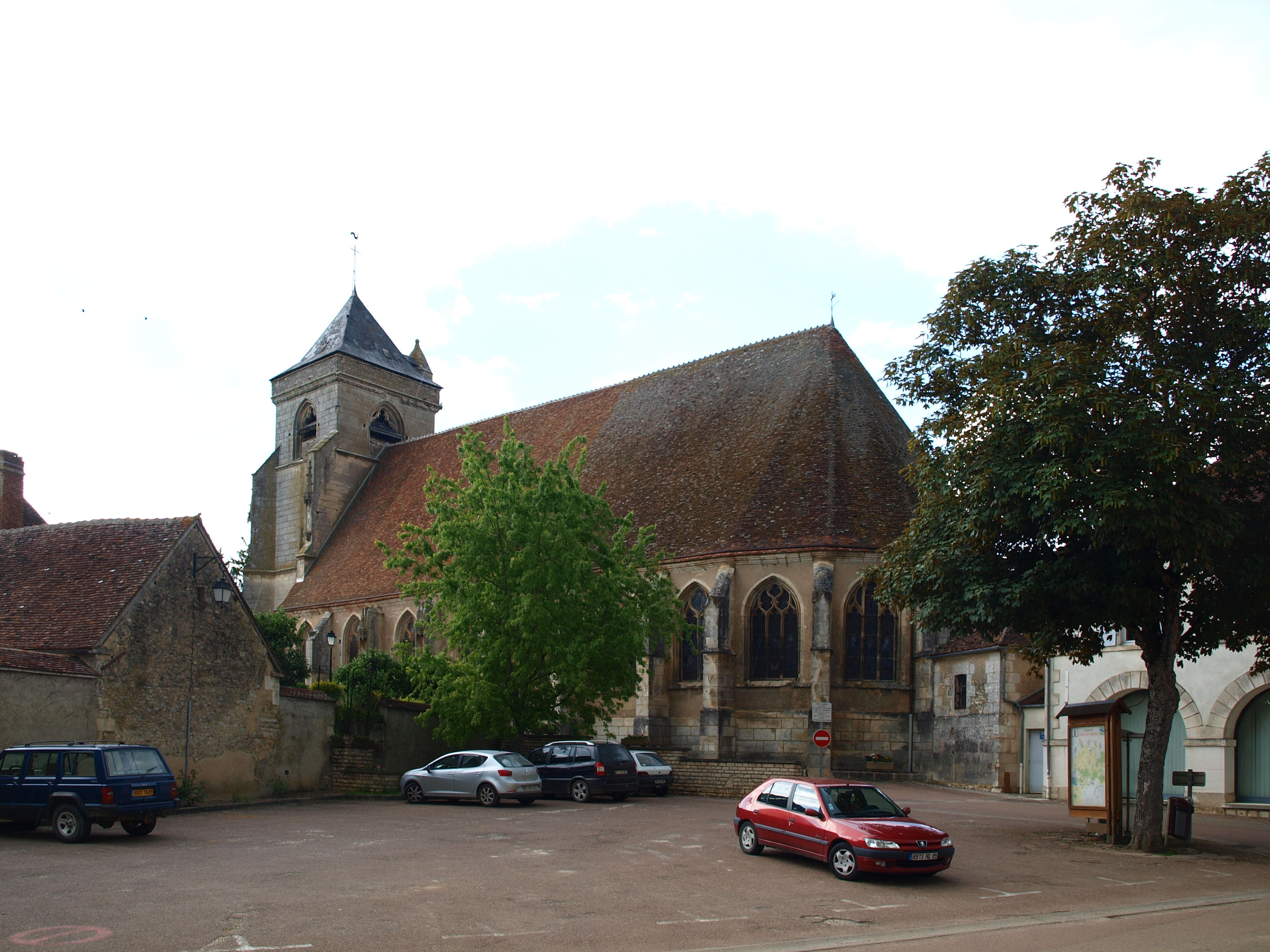
Kirche Notre-Dame

- Schloss La Motte